# Il fiore dei boschi
Il fiore dei boschi (The Lady of Red Butte) è un film muto del 1919 diretto da Victor L. Schertzinger.

## Produzione
Il film fu prodotto dalla Thomas H. Ince Corporation con il titolo di lavorazione Accused.

## Distribuzione
Distribuito dalla Paramount Pictures e presentato da Thomas H. Ince, il film uscì nelle sale cinematografiche USA il 18 maggio 1919. Il Copyright venne depositato il 21 aprile con il titolo The Lady of Red Brute. In Italia venne distribuito dalla Monat nel 1923 in una versione di 1205 metri.